# Selo pri Radohovi vasi
Selo pri Radohovi vasi este o localitate din comuna Ivančna Gorica, Slovenia.